# 厄德 (西法兰克)
巴黎的厄德（法語：Eudes de Paris,860年1月1日—898年1月3日），西法蘭克國王。他是巴黎伯爵强者罗贝尔和他的第二位夫人的儿子。

## 生平
厄德的父亲死后西法蘭克国王夏尔二世占据了厄德应有的遗产。一直到后来厄德才得以重获巴黎伯爵的称号。885年到886年从丹麦来的维京人圍攻巴黎时厄德指挥防御这座城市，並取得對維京人的決定性勝利。
厄德受到国王胖子夏尔的信任，查理任命他作为卢瓦尔地区的管理人，这样厄德就成为纽斯特利亚（今天法国中部）最强大的地主了。这是他后来被提升为国王的前提条件。
夏尔被他的侄子推翻下台后加洛林王朝的大帝国正式四分五裂了。当地的贵族开始从他们自己的人当中选举国王。西法蘭克也不例外。
888年2月29日当地的贵族选举厄德为他们的国王。同年夏天厄德战胜了诺曼人，这巩固了他的地位。厄德的外交政策很明智，他对東法蘭克王國的加洛林王朝不挑战，但在自己的王国内保持了自主权。
厄德将许多土地赏赐给他的亲属（尤其是他的兄弟）。893年夏尔三世起兵反抗厄德，试图从東法蘭克王國获得支持。一开始東法蘭克國王也比较偏向于夏爾三世，但从895年开始東法蘭克又开始支持厄德了。
不过厄德不得不将许多土地封给夏尔三世并将夏尔三世立为自己的继承人，但他的兄弟罗贝尔一世的地位已经是不可质疑的了。

## 死亡
898年的1月3日，厄德死于拉费尔。他死后夏尔登基。但罗贝尔的孙子于格·卡佩就成为了后来卡佩王朝的奠基人了。

## 配偶与子女
881年，厄德与提乌德拉德结婚，育有以下子女：
- 拉乌尔（882年—898年）
- 欧达（883年—952年），与滋文提伯德结婚
- 阿努尔夫（885年—898年）
- 盖（888年—903年）